# Třída Gazelle
Třída Gazelle byla lodní třída lehkých křižníků Kaiserliche Marine. Celkem bylo postaveno deset jednotek této třídy. Do služby byly přijaty v letech 1900–1904. V první světové válce byly potopeny tři křižníky a čtvrtý byl neopravitelně poškozen. Přeživší šestici provozovala meziválečná německá Reichsmarine. Jeden křižník byl potopen za druhé světové války.

## Stavba
Celkem bylo postaveno deset jednotek této třídy. Do stavby se zapojily loděnice Germaniawerft a Howaldtswerke v Kielu, AG Weser v Brémách, Kaiserliche Werft Danzig v Danzigu. Do služby byly přijaty v letech 1907–1908.
Jednotky třídy Gazelle:
| Jméno     | Loděnice                 | Založení kýlu | Spuštěna           | Vstup do služby    | Status |
| --------- | ------------------------ | ------------- | ------------------ | ------------------ | --- |
| Gazelle   | Germaniawerft            | 1897          | 31. března 1898    | 6. října 1900      | Od roku 1916 hulk. |
| Niobe     | AG Weser                 | 1898          | 18. července 1899  | 25. června 1900    | V letech 1917–1922 plovoucí kasárna. Roku 1925 převzat Jugoslávií jako Dalmacija. V roce 1941 ukořistěn Itálií jako Cattaro, po její kapitulaci v roce 1943 převzat Němci, kteří jej předali kolaborantskému Chorvatsku jako Zniam a dne 22. prosince 1943 potopen. |
| Nymphe    | Germaniawerft            | 1898          | 21. listopadu 1899 | 20. září 1900      | Vyškrtnut 1931. |
| Thetis    | Kaiserliche Werft Danzig | 1899          | 3. července 1900   | 14. září 1901      | Vyškrtnut 1929. |
| Ariadne   | AG Weser                 | 1899          | 10. srpna 1900     | 18. května 1901    | Dne 28. srpna 1914 potopen. |
| Amazone   | Germaniawerft            | 1899          | 6. října 1900      | 15. listopadu 1901 | Vyškrtnut 1929. |
| Medusa    | AG Weser                 | 1900          | 5. prosince 1900   | 26. července 1901  | V letech 1917–1922 pomocná loď, od roku 1929 plovoucí kasárna. Od července 1940 plovoucí protiletadlová baterie. Dne 3. května 1945 potopen vlastní posádkou. |
| Frauenlob | AG Weser                 | 1901          | 22. března 1902    | 17. února 1903     | Dne 31. května 1916 potopen. |
| Arcona    | AG Weser                 | 1901          | 22. října 1902     | 12. května 1903    | V letech 1919–1920 depotní loď, později plovoucí kasárna. Od května 1940 plovoucí protiletadlová baterie. Dne 3. května 1945 potopen vlastní posádkou. |
| Undine    | Howaldtswerke            | 1901          | 11. prosince 1902  | 5. ledna 1904      | Dne 7. listopadu 1911 potopen. |

## Konstrukce
Křižníky nesly deset 105mm kanónů a dva torpédomety. Tato výzbroj se stala standardem i pro několik následujících tříd. Pancéřování se omezilo na pancéřovou palubu silnou 50 mm.

## Osudy

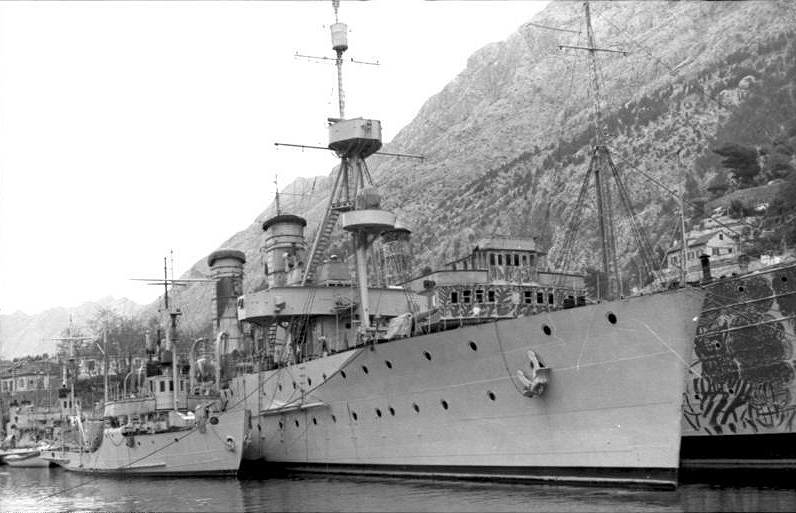
Dalmacija (ex Niobe)

Křižníky bojovaly v první světové válce, ale v první linii sloužily jen do bitvy u Jutska roku 1916. Tři jednotky byly ve válce potopeny. Ariadne potopily dne 28. srpna 1914 v první bitvě u Helgolandské zátoky britské bitevní křižníky, Undine potopila 7. listopadu 1915 v Baltském moři britská ponorka E 19 a Frauenlob byl potopen palbou britských křižníků v nočním boji v bitvě u Jutska. Gazelle navíc v Baltském moři těžce poškodil výbuch miny a nikdy se již do služby nevrátil.
Šestice válku přeživších lodí byla používána Reichsmarine – námořnictvem Výmarské republiky, které bylo Versailleskou smlouvou znemožněno být významnou silou. Arcona a Medusa se dočkaly druhé světové války, ve které byly používány jako protiletadlové baterie. Po válce byly sešrotovány.
Niobe ve dvacátých letech zakoupilo Království Srbů, Chorvatů a Slovinců, kde sloužil pod názvem Dalmacija jako školní loď. V roce 1941 křižník ukořistila Itálie a v roce 1943 se ji zmocnili Němci. Niobe byl potopen 22. prosince 1943 britskými motorovými torpédovými čluny.